# جزایر تالائود
جزایر تالائود (Talaud) از جزایر کشور اندونزی هستند.

این جزائر، گروهی جزیره واقع در شمال جزیره سولاوسی است که یکی از نایب‌السلطنه‌نشین‌های سولاوسی شمالی بشمار می‌رود.
تالائود همچنین شمالی‌ترین منطقه اندونزی و هم‌مرز با فیلیپین است.
نایب‌السلطنه‌نشین تالائود منطقه‌ای فقیر است. دولت اندونزی با ساخت جاده‌ای ۹۱ کیلومتری با بودجه ۱۴ میلیون روپیه موافقت کرده‌است.